# 6878 Isamu
6878 Isamu este un asteroid din centura principală de asteroizi.

## Descriere
6878 Isamu este un asteroid din centura principală de asteroizi. A fost descoperit pe 2 octombrie 1994 la Kitami de Kin Endate și Kazuro Watanabe. El prezintă o orbită caracterizată de o semiaxă mare de 2,46 ua, o excentricitate de 0,18 și o înclinație de 4,0° în raport cu ecliptica.